# Бурчак (приток Кизилки)
Бурчак — река в России, протекает в Пригородном и Ардонском районах республики Северная Осетия-Алания. Длина реки составляет 15,9 км.
Река начинается между селами Гизель и Новая Саниба течёт в северо-западном направлении. В низовьях запружена. Впадает в Кизилку слева у села Нарт на расстоянии 12,2 км от её устья.

## Данные водного реестра
По данным государственного водного реестра России относится к Западно-Каспийскому бассейновому округу, водохозяйственный участок реки — Ардон. Речной бассейн реки — реки бассейна Каспийского моря междуречья Терека и Волги.
Код объекта в государственном водном реестре — 07020000112108200003474.

## Уточнения
1. ↑  Согласно ГКГН и листу карты K-38-29, Бурчак является левым притоком Кизилки; в государственном водном реестре длина Бурчака — 20 км, но Кизилка считается его притоком, впадающим на расстоянии 4,1 км от устья
2. ↑  Согласно ГВР — сумма длин Гизал-Дона и нижнего участка течения Бурчака от устья до впадения Кизилки